# Танне (Гарц)
Танне (нем. Tanne) — община в Германии, в земле Саксония-Анхальт.
Входит в состав района Вернигероде. Подчиняется управлению Броккен-Хохгарц. Население составляет 670 человек (на 31 декабря 2006 года). Занимает площадь 27,80 км².